# Duncan Haldane
Frederick Duncan (* 14. září 1951), známý jako F. Duncan Haldane, je britský fyzik, který působí jako profesor fyziky na Princetonské univerzitě, a na Perimeter Institute for Theoretical Physics v Kanadě. V roce 2016 získal Nobelovu cenu za Fyziku společně s Davidem J. Thoulessem a Johnem Michaelem Kosterlitzem.

## Vzdělání
Haldane získal vzdělání v St Paul's School v Londýně. Bakalářský titul obdržel na Christ's College v Cambridgi a následně zde získal v roce 1978 i doktorát pod vedením Philipa Warrena Andersona.

## Kariéra a výzkum
Haldane pracoval mezi lety 1977 a 1981 jako fyzik v Laueho–Langevinově institut ve Francii. Poté přijal pozici na Univerzitě Jižní Kalifornie.
Haldane je známý díky široké škále zásadní příspěvků k fyzice kondenzovaných látek, včetně teorie Luttingerových tekutin, teorie jednorozměrných spinových řetězců, teorie frakčního kvantového hallova jevu, provázání spektra a mnoha dalších.
Od roku 2011[potřebuje aktualizovat] vyvíjí nový geometrický popis frakčního kvantového hallova jevu, který popisuje "tvar" "složeného bosonu" pomocí "unimodulárního" (determinant 1) prostorového metrického-tenzorového pole jako základního kolektivního stupně volnosti, ze stavů frakčního kvantového hallova jevu. Tento nový "Chernův-Simonsův + kvantově geometrický" popis je náhrada za "Chernovo-Simonsovo + Ginzburgovo-Landauovo" paradigma zavedené v roce 1990. Na rozdíl od předchozího popisu poskytuje popis FQHE kolektivní mód, který souhlasí s Girvinovým-Macdonaldovým-Platzmanovým" jednoduchým módem sbližování".

## Ocenění a vyznamenání
Haldane byl v roce 1996 zvolen členem Královské Společnosti a členem Americké akademie umění a věd.
Byla mu udělena cena Olivera E. Buckleyho od Americké fyzikální společnosti (1993), Diracova Medaile (2012), a Nobelova ceny za fyziku (2016).

## Osobní život
Haldane je občanem Spojených států amerických. S manželkou Odile Belmontovou žijí v Princetonu v New Jersey.